# BBC Trust

Logo des BBC Trust

Der BBC Trust war ein von der Königin auf Vorschlag der Regierung ernanntes unabhängiges Gremium der britischen Rundfunkanstalt BBC, das seit dem 1. Januar 2007 bestand. Es wies Ähnlichkeiten mit den Rundfunkräten der öffentlich-rechtlichen Rundfunkanstalten in Deutschland auf. Der BBC Trust wurde zum 2. April 2017 aufgelöst. Die weitere Aufsicht über den Sender übernahm Ofcom.

## Geschichte
Der BBC Trust wurde aufgrund der BBC Royal Charter gegründet, die zum 1. Januar 2007 in Kraft trat. Der Trust ist zusammen mit dem gleichzeitig neu gegründeten Executive Board die Nachfolgeorganisation des BBC Board of Governors, das seit der Gründung der BBC im Jahr 1927 bestanden hatte und zum 31. Dezember 2006 aufgelöst wurde. 
Hintergrund dieser Verwaltungsreform war eine größere Umstrukturierung der BBC während der dritten Amtszeit der Labour-Regierung von Tony Blair. Einerseits blieb die aus politischen Gründen umstrittene Gebührenfinanzierung des Senders erhalten. Andererseits wurden mehrere Tausend Arbeitsplätze gestrichen, Produktionsaufträge für Sendungen wurden vermehrt an Private vergeben und die Vermarktung von BBC-Inhalten und -Produkten wurde verstärkt. Allerdings verblieb die Aufsicht über die BBC im eigenen Hause und wurde nicht der Regulierungsbehörde Ofcom zuteil.

## Aufgabe
Der BBC Trust war ein internes Aufsichtsgremium der BBC. Seine Aufgabe bestand darin, allgemeine Richtlinien für die Entwicklung der BBC aufzustellen und dabei das Executive Board, das die laufenden Geschäfte führt, zu kontrollieren. 
Der Trust war im öffentlichen Interesse tätig, insbesondere im Interesse der Gebührenzahler.
Der Vorsitzende des BBC Trust war gleichzeitig Vorsitzender der BBC. 
Der Trust ernannte den Vorsitzenden des Executive Boards, der gleichzeitig Geschäftsführer (director general) und Chefredakteur des Senders ist.

## Mitglieder
Der BBC Trust hatte zwölf Mitglieder, die jeweils Trustee genannt wurden: Einen Vorsitzenden, einen stellvertretenden Vorsitzenden, vier Mitglieder für jeden der unabhängigen Einzelstaaten des Vereinigten Königreichs, England, Schottland und Wales sowie Nordirland, und sechs weitere Mitglieder. Sie stammten aus unterschiedlichen Bereichen und brachten deshalb ganz verschiedene Erfahrungen in ihre Tätigkeit ein. 
Alle Mitglieder wurden nach einem Bewerbungsverfahren auf Vorschlag der Regierung von der britischen Königin ernannt.
Der erste Vorsitzende sollte ursprünglich Michael Grade werden, der zuvor auch dem BBC Board of Governors vorgesessen hatte, was als ein Zeichen der Kontinuität aufgefasst worden war. Grade wechselte aber kurzfristig zum privaten Fernsehsender ITV.
Die Mitglieder waren:
- Lord Patten of Barnes, Vorsitzender
- Diane Coyle OBE, stellvertretende Vorsitzende
- Richard Ayre
- Anthony Fry
- Alison Hastings, Trustee für England
- Rotha Johnston CBE, Trustee für Nordirland
- David Liddiment
- Bill Matthews, Trustee für Scotland
- Mehmuda Mian
- Elan Closs Stephens CBE, Trustee für Wales
- Suzanna Taverne
- Lord Williams

Die Mitglieder waren höchstens fünf Jahre für das Gremium tätig, danach konnten sie wieder für fünf Jahre ernannt werden.

## Audience Councils
Der BBC Trust wurde von vier „Zuschauerbeiräten“ (audience councils) unterstützt, die die Meinungen der vier Mitgliedstaaten des Vereinigten Königreichs vortragen konnten.